# Claudio Yacob
Claudio Ariel Yacob (* 18. Juli 1987 in Carcarañá, Santa Fe) ist ein argentinischer Fußballspieler.

## Karriere

### Verein
Claudio Yacob spielte bereits in seiner Jugend beim Racing Club Avellaneda und wechselte dort im Sommer 2006 in die Profimannschaft. Am 8. November 2006 debütierte er beim Spiel gegen den CA Banfield. 2012 wechselte er in die englische Premier League zu West Bromwich Albion. Nach 160 Ligaspielen und einem Treffer beim 1:1 gegen den FC Arsenal am 6. Oktober 2013 wurde sein zum Ende der Saison 2017/18 auslaufender Vertrag nicht verlängert, sodass er zunächst vereinslos wurde. Im September 2018 schloss er sich dem Zweitligisten Nottingham Forest an. Nachdem er dort nach zwei Jahren lediglich auf 16 Ligaspiele gekommen war, wechselte er zurück nach Südamerika zu Nacional Montevideo in die uruguayische Primera División.
Dort wurde er jedoch auch kein wichtiger Spieler und spielte in der Saison 2020 nur 13 Mal. Im Januar 2021, nach einem Jahr in Uruguay, war er schließlich vereinslos, bevor er nach Argentinien zurückkehrte.

### Nationalmannschaft
Yacob absolvierte 13 Länderspiele für die argentinische U-20-Nationalmannschaft und schoss dabei ein Tor. Mit dieser Mannschaft gewann er die Junioren-Fußballweltmeisterschaft 2007 in Kanada. Für die Argentinische Fußballnationalmannschaft wurde er von Trainer Sergio Batista im Jahr 2011 zweimal bei Freundschaftsspielen gegen Venezuela (4:1) und Ecuador (2:2) eingesetzt. Im Spiel gegen Ecuador konnte Yacob den Treffer zum zwischenzeitlichen 1:1-Ausgleich erzielen.

## Erfolge
- Junioren-Fußballweltmeister: 2007